# Hennecourt
Hennecourt ([ɛnˈkuʁ] ) ist eine französische Gemeinde mit 342 Einwohnern (Stand: 1. Januar 2022) im Département Vosges in der Region Grand Est. Sie gehört zum Arrondissement Neufchâteau (bis 2024 Épinal) und ist Mitglied im Gemeindeverband Communauté de communes de Mirecourt Dompaire. Die Bewohner werden Hennécurtiens und Hennécurtiennes genannt.

## Geografie
Die kleine Gemeinde Hennecourt liegt 13 Kilometer westlich von Épinal im Zentrum des Départements Vosges.
Durch den Südwesten des 7,2 km² großen Gemeindegebietes fließt die etwa 22 Kilometer lange Gitte, ein schmaler Nebenfluss des Madon. Der Rupt Julot, ein kleiner Bach, der von Nordosten kommend in die Gitte mündet, formt das sanfte, etwa 200 Meter breite Tal, an dem sich die Siedlung Hennecourt orientiert. An die bebaute Siedlungsfläche des Ortskerns schließt sich nördlich ein großzügig angelegtes Eigenheimgebiet an, das unmittelbar südlich der Schnellstraße von Épinal nach Vittel liegt.
Der weitaus größte Teil des Gemeindeareals besteht aus landwirtschaftlichen Nutzflächen. Lediglich im Westen und Norden hat die Gemeinde Anteile an Waldgebieten, die zusammen etwa 40 ha umfassen. Der nördlichste Punkt der Gemeinde ist mit 419 Metern über dem Meer zugleich der höchste. Er liegt nur unweit eines Aussichtspunktes mit dem monumentalen Croix de Virine.
Nachbargemeinden von Hennecourt sind Circourt im Norden, Bocquegney im Nordosten, Darnieulles im Osten, Gorhey im Süden sowie Damas-et-Bettegney im Westen und Nordwesten.

## Geschichte
Das Dorf Hennecourt wurde erstmals 1109 als Hennoniscuris erwähnt. Der Bann Hennecourt gehörte zur Hälfte dem Kapitel in Remiremont und ortsansässigen Herren. Kirchlich war Hennecourt der Pfarrei im Nachbardorf Gorhey als Teil des Dekanates Jorxey unterstellt.
Zwischen 1790 und 1801 war Hennecourt ein Ortsteil der Gemeinde Dompaire.

### Bevölkerungsentwicklung
| Jahr      | 1962 | 1968 | 1975 | 1982 | 1990 | 1999 | 2011 | 2021 |
| --------- | ---- | ---- | ---- | ---- | ---- | ---- | ---- | ---- |
| Einwohner | 172  | 178  | 186  | 240  | 286  | 323  | 349  | 351  |

Im Jahr 1962 wurde mit 172 Bewohnern die bisher niedrigste Einwohnerzahl seit der ersten Erhebung 1793 ermittelt. Die Zahlen basieren auf den Daten von cassini.ehess und INSEE.

## Sehenswürdigkeiten
- Kirche Saint-Martin, errichtet auf der Basis eines Turms aus dem 12. Jahrhundert

Kirche St. Martin in Hennecourt
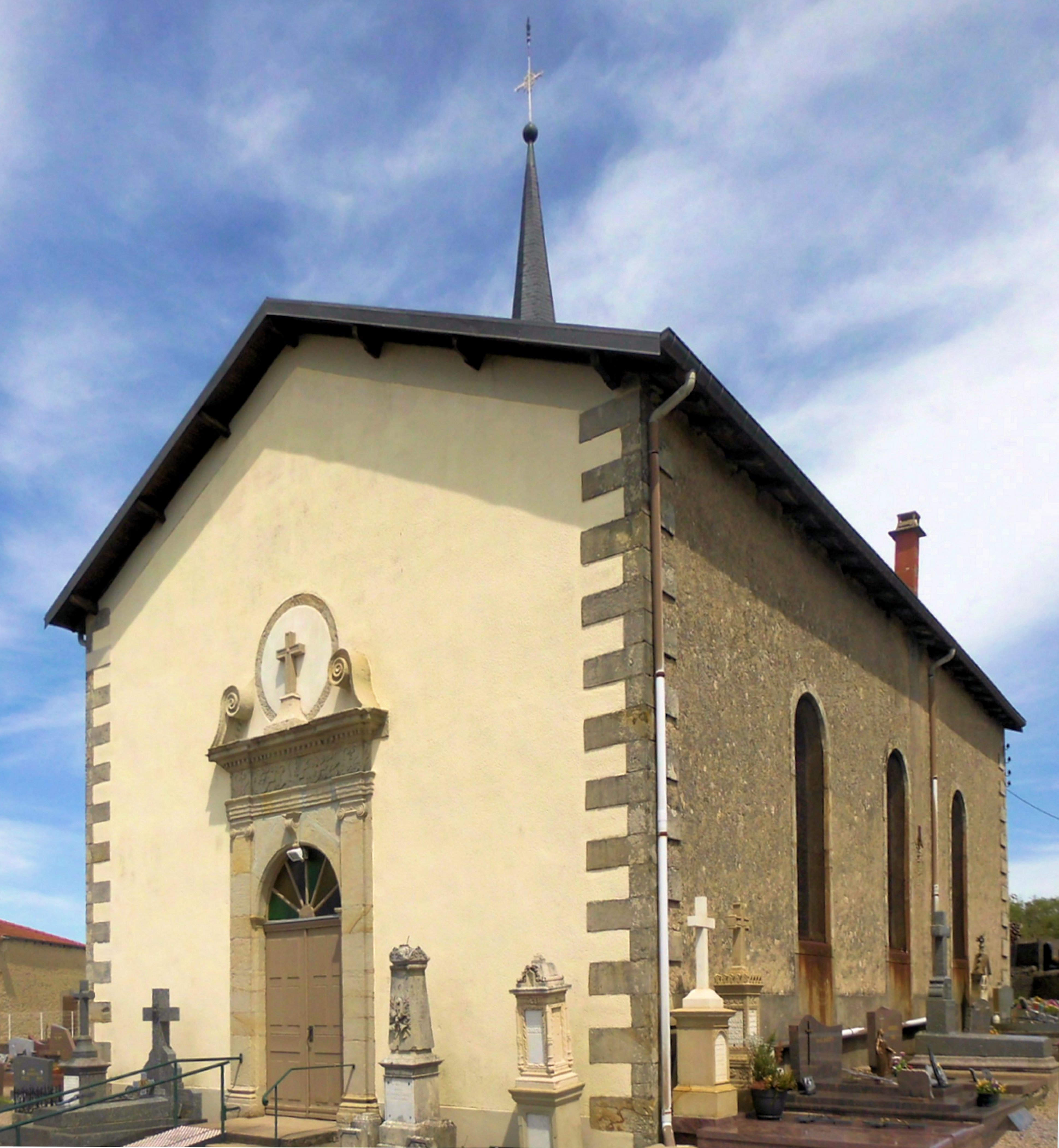
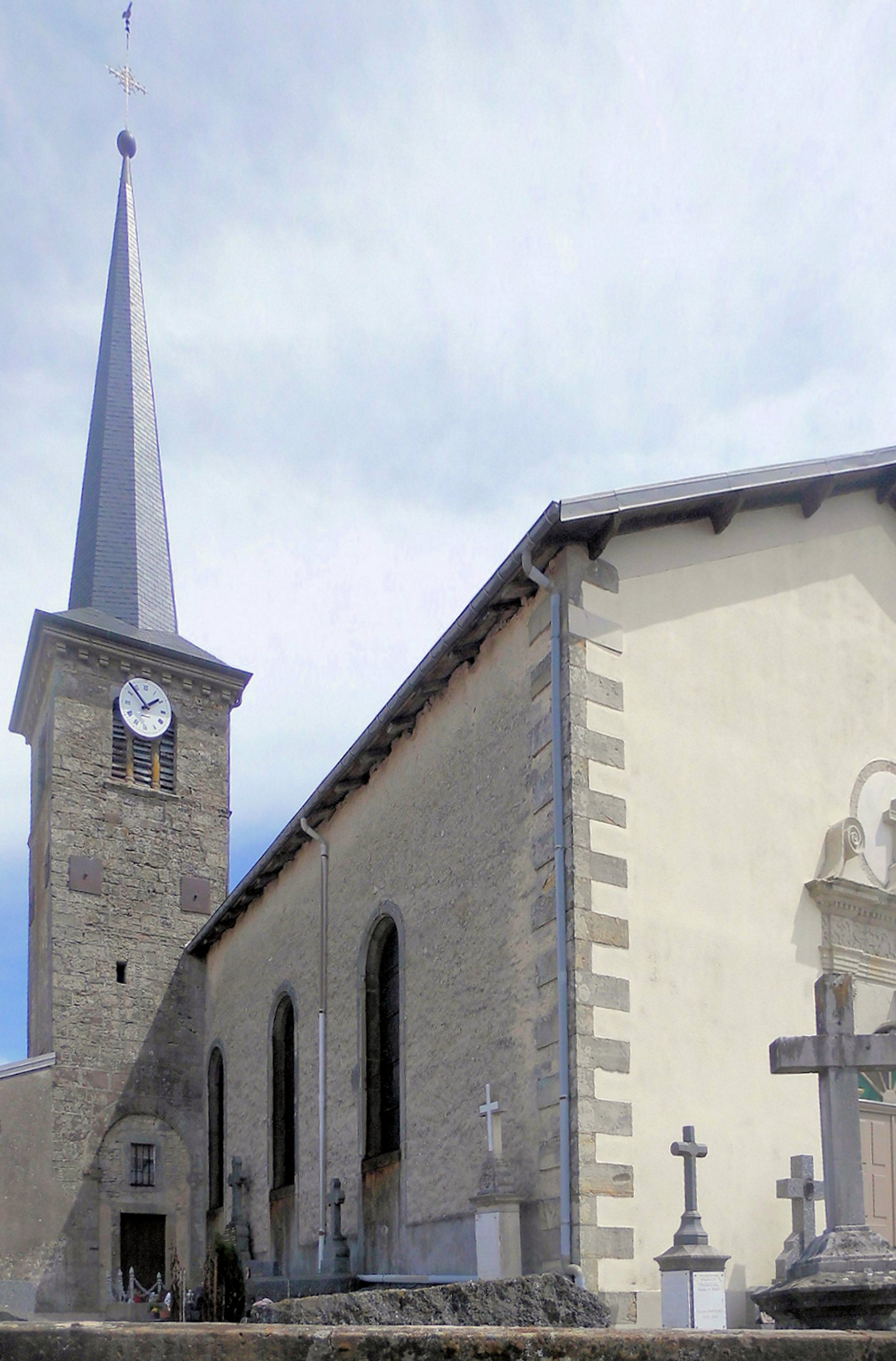

## Wirtschaft und Infrastruktur
In der Gemeinde sind fünf Landwirtschaftsbetriebe ansässig (Getreideanbau, Rinderzucht). Andere Bewohner Hennecourts sind im Dienstleistungssektor, in einem Sägewerk oder den Gewerbegebieten der näheren Umgebung beschäftigt.
Hennecourt ist über Straßenverbindungen von allen Nachbargemeinden aus erreichbar. Durch den Norden der Gemeinde führt die zweistreifig ausgebaute Schnellstraße D 166 von Épinal nach Vittel/Neufchâteau.

## Belege
1. ↑   vosges-archives.com (Memento des Originals vom 21. Dezember 2015 im Internet Archive)  Info: Der Archivlink wurde automatisch eingesetzt und noch nicht geprüft. Bitte prüfe Original- und Archivlink gemäß Anleitung und entferne dann diesen Hinweis. (PDF-Datei, französisch; 107 kB)
2. ↑  Hennecourt auf cassini.ehess
3. ↑  Hennecourt auf INSEE
4. ↑  Landwirtschaftsbetriebe auf annuaire-mairie.fr (französisch)